# زاك ريدموند
زاك ريدموند (بالإنجليزية: Zach Redmond)‏ هو لاعب هوكي الجليد أمريكي، ولد في 26 يوليو 1988 في هيوستن في الولايات المتحدة.

## وصلات خارجية
- زاك ريدموند على موقع دوري الهوكي الوطني (الإنجليزية)
- زاك ريدموند على موقع EliteProspects.com (الإنجليزية)
- زاك ريدموند على موقع Eurohockey.com (الإنجليزية)
- زاك ريدموند على موقع HockeyDB.com (الإنجليزية)
- زاك ريدموند على موقع Hockey-Reference.com (الإنجليزية)